# Kapsulotomie (Neurochirurgie)
Die Kapsulotomie ist ein neurochirurgisches Verfahren, das bei Patienten mit schwerem und chronischem Verlauf, vorwiegend von Zwangsstörungen oder depressiven Störungen eingesetzt wird, wenn verhaltenstherapeutische und medikamentöse Therapieoptionen ausgeschöpft sind. Studien gehen von einer maximalen Erfolgsrate von über 60 % bei der bilateralen anterioren Kapsulotomie bei Zwangserkrankungen aus. Da die Kapsulotomie zu einer irreversiblen Hirnläsion mit schwerem Nebenwirkungsprofil führt, gibt es Versuche, sie durch die weniger invasive und potentiell reversible tiefe Hirnstimulation zu ersetzen.